# Europejska Agencja Chemikaliów
Europejska Agencja Chemikaliów (ECHA z ang. European Chemicals Agency) – agencja wspólnotowa odpowiedzialna za realizację rozporządzenia REACH (Registration, Evaluation and Authorisation of Chemicals) w zakresie utworzenia i administrowania systemu rejestracji, oceny oraz udzielania zezwoleń i stosowania ograniczeń w zakresie substancji chemicznych na szczeblu wspólnotowym. Jej głównym zadaniem jest zarządzanie bazą danych substancji chemicznych zgłoszonych do rejestracji:
- rejestracji wstępnej substancji (proces zakończony)
- rejestracji właściwej substancji

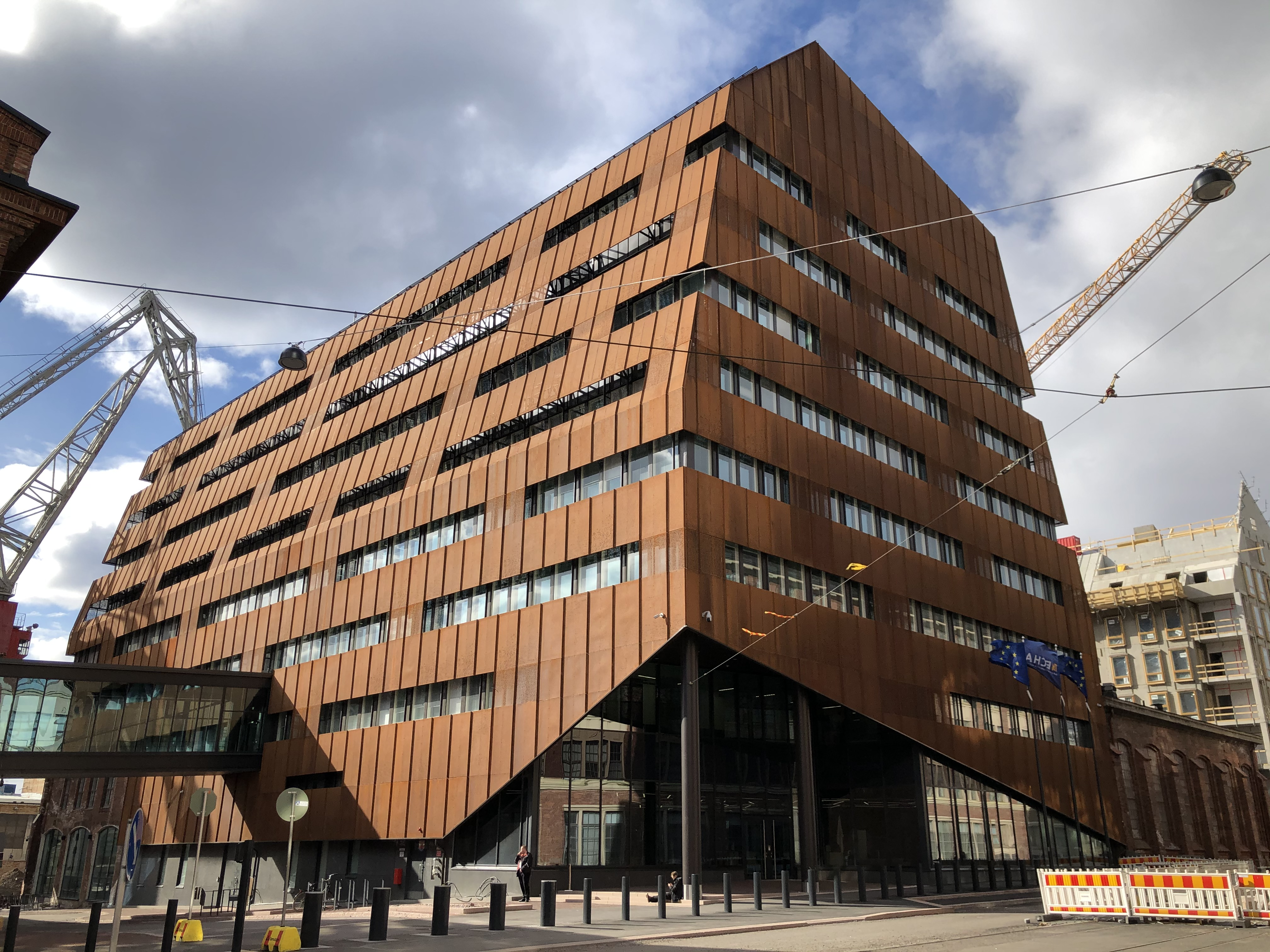
Siedziba ECHA przy Telakkakatu w Helsinkach

Początkowo Komisja uznała, że Agencja powinna mieć swoją siedzibę we Wspólnym Centrum Badawczym w Isprze, ale 12 grudnia 2004 roku Rada Europejska postanowiła, że agencja będzie mieścić się w Helsinkach w Finlandii.